# Maria Molist i Bartres
Maria Molist i Bartres, coneguda també com a Maria de Mataró o Maria Molist de Morera (Mataró, ca. 1870 – Barcelona, 6 d'octubre de 1933), va ser una modista de prestigi i propietària d'una casa de modes a Barcelona.
Filla d'una família de la pagesia, establí ben aviat el seu primer taller de modista a Mataró, al carrer de Palau, 38. A començament del segle xx, ja casada amb Josep Morera i Roca, la trobem establerta a Barcelona, al carrer de Portaferrissa, 14 i, a partir de 1918, al carrer de Pau Claris, 17.
A començament de segle xx era una modista molt respectada, una figura representativa de la moda barcelonina. Elaborava prop de dos-cents models a l'any i les dones burgeses de la ciutat vestien les seves creacions i ja reconeixien en les peces el seu valor artístic; sembla que havia vestit la mateixa reina Victòria Eugènia. Viatjava sovint a París, on anava sola, com a empresària i propietària acreditada, per veure els models, els teixits i els catàlegs, i adquirir les teles i els complements per a la temporada.
Coincidint amb l'època i el gust modernista, Maria Molist treballava amb teixits delicadament elaborats i les seves creacions combinaven brodats i blondes amb sedes i gases de la millor qualitat. De la seva obra, se'n conserven uns quants vestits; alguns al Museu del Disseny de Barcelona i d'altres al Centre de Documentació i Museu Tèxtil de Terrassa.